# Пожежена
Пожежена (рум. Pojejena) је насеље и седиште истоимене општине, која припада жупанији Караш-Северин у Румунији. Насеље је значајно по присутној српској националној мањини у Румунији.
У Пожежени се налази археолошко налазиште из римског периода Пожежена — Шитарница које је 2024. године постало део Светске баштине Унеска у оквиру локалитета Границе Римског царства – Дакија.

## Положај насеља
Село Пожежена се налази уз Дунав, у румунском делу Ђердапа (код месних Срба познат као Банатска клисура). Године 1774. постоје два милитарска насеља: Српска и Румунска Пожењена. Од Пожежене је почињао Ђердап, или како се пре звао "Демир капија" ("гвоздена врата"), где је Дунав врло сужен високим стенама, и као да ври у казану. Наспрам места се пре усред Дунава налазила велика стена што штрчи из воде - Бабакај. Изнад насеља издижу се Банатске планине.

## Историја
Пожежена (као Possusin) се помиње 1475. године као војно утврђено место на левој страни Дунава, под угарским краљем Матијом. Име места вероватно говори о ватри, о страдању под Турцима, и значи буквално "спаљена".
Аустријски царски ревизор Ерлер је 1774. године констатовао да се милитарско место "Српска Пожежена" налази у Ракаждијском округу, Новопаланачког дистрикта. Становништво је тада било измешано, српско и влашко. Исто важи за "Румунску Пожежену".
Претплатници једне српске књиге из Српске Пожежене, исту су наручили у Новој Молдави. Били су то: Василије Павловић "штраглер", и Јосиф Јовановић "иберлајтер".
Место Српска Пожежена је средином 19. века бежило видан пораст броја становника. Тако је 1847. године ту било 394 православца Србина, а две деценије касније 484 душа. По митрополијском попису из 1865. године ту живи 1.000 православних становника, а у селу једина парохија је шесте платежне класе.
Румунска Пожежена је подигла парницу против Српске Пожежене, са којом је дотле у заједници била. Пошто су Румуни прешли у Румунску митрополију, хтели су и да део црквеног иметка изнесу. Будимпештански суд је међутим прихватио разлоге, које је изнео адвокат Петар Ивковић, као српски епархијски заступник, и донео 1889. године пресуду, којом су Румуни су били одбијени. Године 1891. из митрополијског фонда за отцепљење помешаних општина, одређено је да се Српској Пожежени годишње даје по 200 ф. да исплаћују Румуне.
Године 1905. Српска Пожежена је мала општина у Белоцркванском срезу. Ту живи 606 становника у 122 дома. Срба је било 602 душе или 85%, са 116 кућа или 95% од укупног броја. Од јавних здања ту су православна црква и комунална школа. Функционишу у насељу пошта и телефон.
По "Румунској енциклопедији" ујединиле су се обе Пожежене, у једно насеље "Пожежену" 1968. године.

## Становништво
| 1992. | 2002. | 2011. | 2021. |
| ----- | ----- | ----- | ----- |
| 1.386 | 1.260 | 1.085 | 961   |

Пожежена је према попису из 2021. имала 961 становника што је за 124 мање (-11,43%
) у односу на попис из 2011. када је у насељу било 1.085 становника. Последњих деценија број становника опада.
Село је од давнина било вишенародно, а месни Срби су одувек били мањина. Национални састав на појединим пописима био је следећи:
| Година пописа | 1910. год.  | 1992. год.    | 2002. год.  | 2011. год.  |
| Укупно ст.    | 1.572       | 1.386         | 1.260       | 1.085       |
| Срби          | 619 (39,4%) | 305 (22,0%)   | 320 (25,4%) | 173 (15,9%) |
| Румуни        | 876 (55,7%) | 1.037 (74,8%) | 896 (71,1%) | 845 (77,9%) |
| остали        | 77 (4,9%)   | 44 (3,2%)     | 44 (3,5%)   | 67 (6,2%)   |

## Религија
Православно парохијско звање и црквене матичне књиге воде се од 1778. године. У месту је православна црква брвнара посвећена Св. арханђелима Михајлу и Гаврилу. До 1792. године обе Пожежене је опслуживао заједнички српски свештеник у истој заједничкој цркви. У тој православној парохији је 1846. године било 943 становника православца. Свештеник је тада био поп Илија Стојадиновић. Православна црква је сазидана 1793. године од стране оба села и посвећена је Св. архистратизима Михајлу и Гаврилу (Арханђелима). По познијем српском извору када је реч о матрикулама, произилази другачије: пожењенско парохијско звање је основано 1794. године од када се и црквене матице воде. Пароси стари били су: Јефтимије Богдановић (1794—1812), Јован Стојадиновић (1812—1833), Илија Стојадиновић (1830—1846), Јосиф Станковић (1847—1874), Симеон Стојадиновић (1874—1884) и Теофан Миленковић (од 1884). Поп Миленковић је био родом из места, а служи ту већ 29 година. На црквеном торњу су 1905. године висила сва четири звона. То је парохија најниже шесте платежне класе, парохијског дома нема, а српско православно гробље постоји. Парохијска сесија је мала и износи само 9 кј, а црквено-општински земљишни посед је такође 9 кј.

## Образовање
Помиње се 1800. године учитељски стан "од камена". Народна школа у Пожежени имала је 1846. године 70 ученика, којима је предавао учитељ Тома Котез. Тражио се стечајем учитељ у Српској Пожежени 1881. године, да предаје на српском и мађарском језику, за понуђену плату од 200 ф. Основна школа у Српској Пожежени је 1905. године комуналног статуса. Постоји једно школско здање грађено 1896. године сасвим по пропису. Сва четири наставна разреда седе у истој, јединој учионици. Школски врт је постојао и био уређен. Учитељ је 1905. године Максим Молдован родом из Вршца, који је ту већ три године. Био је стално намештен, са учитељским декретом и бавио се виноградарством. Редовну наставу је тада похађало 74 ђака, а недељну школу 30 старијих ученика.
У Српско-пожеженској компанији скупио је 1831. године Игњатије Петровић "иберрајтер" много претплатника за српски календар. Тако су се писали Јован Стојановић парох, Дамјан Богдановић трговац још тридесетак виђенијих грађана из околине.